# بيت الجحينة (السدة)

تعديل مصدري - تعديل

بيت الجحينة هي إحدى قرى عزلة الأعماس بمديرية السدة التابعة لمحافظة إب، بلغ تعداد سكانها 38 نسمة حسب تعداد اليمن لعام 2004.